# بايرون اندروز
بايرون اندروز (بالإنجليزية: Byron Andrews)‏ هو صحفي أمريكي، ولد في 25 أكتوبر 1852، وتوفي في 1910.